# Quixelô
Quixelô es un municipio brasilero del estado del Ceará. Su población estimada en 2006 era de 15.535 habitantes.

## Toponimia
El nombre es de origen indígena, en referencia a la tribu que habitó la región. Los "Quixelos" fueron exterminados aun en el siglo XVIII por los colonizadores. Bom Jesus de Quixelô, era así que el distrito era conocido hasta mediados de la segunda mitad del siglo XX.

## Historia
Quixelô fue emancipado de Iguatu en 1985 a través de un plebiscito.

## Geografía
El municipio está situado a una distancia de 22 kilómetros de Iguatu, capital regional del centro-sur cearense, ciudad de la cual era distrito y fue separado en 1985. Sus histórias políticas, económicas y culturales, no obstante, continúan fuertemente unidas. 